# Gymnochthebius bisagittatus
Gymnochthebius bisagittatus är en skalbaggsart som beskrevs av Perkins 1980. Gymnochthebius bisagittatus ingår i släktet Gymnochthebius och familjen vattenbrynsbaggar. Inga underarter finns listade i Catalogue of Life.